# Invasion soviétique de la Pologne
Campagne de Pologne de la Seconde Guerre mondiale
Batailles
Campagne de Pologne :
- Ultimatum allemand
- Ordre de bataille
- Opération Himmler
- Plan Pékin
- Plan Worek
- Baie de Dantzig
- Défense de la poste centrale de Dantzig
- Westerplatte
- Grudziądz
- Mokra
- Węgierska Górka
- Krojanty
- Forêt de Tuchola
- Borowa Góra
- Wizna
- La Bzura
- Hel
- Jarosław
- Brest-Litovsk
- Tête de pont roumaine
- Invasion soviétique
- Lwów
- Modlin
- Tomaszów Lubelski
- Grodno
- Krasnobród
- Wilno
- Varsovie
- Szack
- Wytyczno
- Kock

L’invasion soviétique de la Pologne est une opération militaire des premières phases de la Seconde Guerre mondiale. L'Armée rouge attaque la Pologne le 17 septembre 1939 sans déclaration de guerre préalable, soit seize jours après le début de la campagne de Pologne, l'Allemagne nazie et l'Union soviétique ayant associé leurs objectifs et stratégies par le Pacte germano-soviétique.
L'invasion se termine par la victoire de l'Armée rouge, les forces de la Pologne étant dispersées sur deux fronts.
L'Armée rouge engage 466 516 hommes dans cette opération et rencontre peu de résistance, car les forces allemandes ont déjà décimé l’armée polonaise (en). Les pertes seraient de 1 475 tués et 2 383 blessés. Les Soviétiques annoncent avoir désarmé 452 536 hommes, mais il semble cependant que beaucoup sont des miliciens. Des sources polonaises récentes comme la Wielka Encyklopedia PWN parlent d'environ 240 000 prisonniers. Les troupes soviétiques, respectant le traité conclu avec l'Allemagne, s’arrêtent à quelque 300 km de la frontière orientale de la Pologne et une parade militaire commune a lieu à Brest-Litovsk, le 23 septembre 1939.

## Déroulement de l'invasion

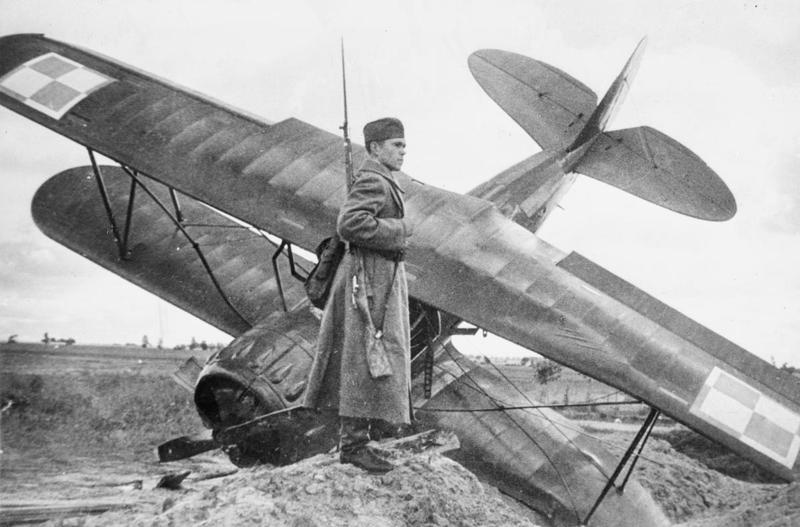
Avion polonais PWS-26 gardé par un soldat de l'Armée rouge près de Rivne, 18 septembre 1939.

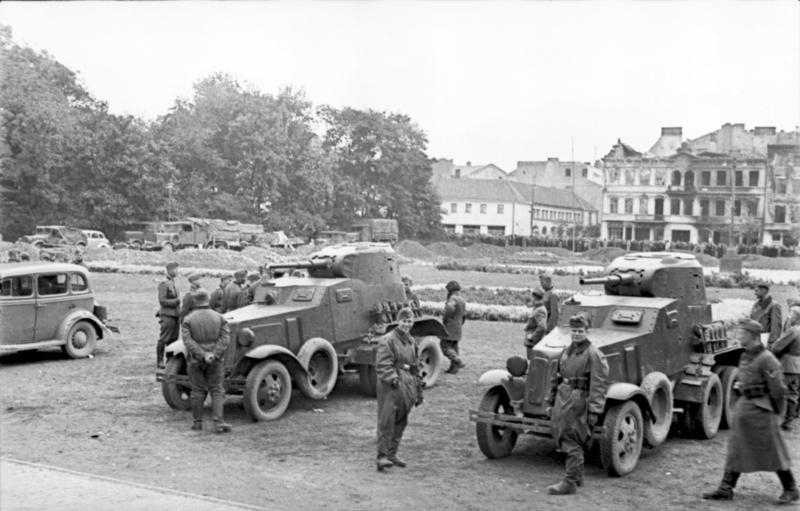
Soldats allemands rencontrant les autos blindées de l'avant-garde soviétique près de Lublin, 22 septembre 1939.

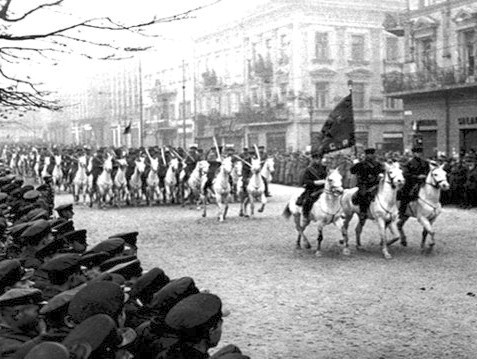
Parade de la cavalerie soviétique après la reddition de Lviv, alors territoire polonais, 28 septembre 1939.

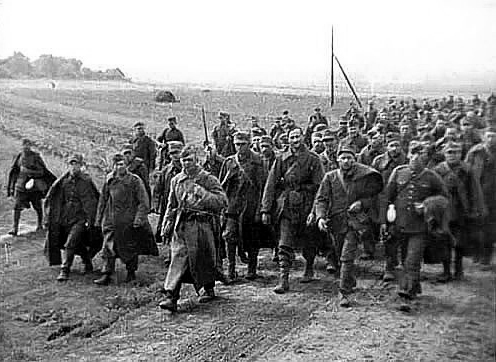
Prisonniers de guerre polonais emmenés par l'Armée rouge, septembre 1939.

L'invasion de la Pologne par l’Union soviétique le 17 septembre 1939 fut entreprise conformément au protocole secret du pacte germano-soviétique. Les Soviétiques intervinrent car, selon eux, les populations ukrainiennes et biélorusses de Pologne étaient victimes de discrimination, bien que la raison officieuse était l'intention de Staline d'annexer des territoires polonais et ainsi d'agrandir l’URSS. Enfin, la Russie soviétique, qui avait subi une défaite cuisante durant la guerre russo-polonaise de 1920, souhaite depuis cette date laver cet affront et récupérer les territoires perdus.
L'aviation polonaise, réduite à une centaine d'appareils sur les 460 à 470 qu'elle possédait au début de la guerre, reçut l'ordre de se retirer en Roumanie. Elle y parvint, les 17 et 18 octobre, après une série de combats contre les forces aériennes soviétiques. La frontière terrestre était gardée par le Corps de protection des frontières (Korpus Ochrony Pogranicza), garde-frontières fortement militarisés dont deux régiments du secteur Sud, les Równe et Czortków, étaient encore presque intacts, renforcés par des éléments repliés du front ouest. La bataille de Lwów opposa les Polonais aux deux armées d'invasion du 12 au 22 septembre. Les Allemands étaient entrés une première fois à Lwów le 12 septembre et avaient dû l'évacuer avant de mener une nouvelle série d'attaques jusqu'au 19 septembre. Les Allemands, puis les Soviétiques qui arrivaient en même temps de l'est, demandèrent à la ville de se rendre, ce qui fut refusé. Dans la nuit du 20 au 21 septembre, des chars soviétiques tentèrent d'entrer dans la ville et furent repoussés. Les unités polonaises rassemblées à Lwów, 30 000 hommes au total avec un matériel important et plusieurs trains blindés, auraient pu résister plusieurs semaines mais le commandant de la garnison, le général Władysław Langner, choisit de se rendre le 22 septembre malgré l'opposition d'une partie de ses officiers. L'acte de capitulation prévoyait, pour les officiers polonais, la possibilité d'être évacués à l'étranger : en fait, tous furent déportés à l'intérieur de l'URSS et la plupart éliminée lors du  massacre de Katyń.

Ordre de bataille en anglais des fronts d'Ukraine et de Biélorussie engagés dans l'invasion de la Pologne.

Les 26 et 27 septembre, un corps de cavalerie commandé par le général Władysław Anders, décimé lors des combats contre les Allemands, fut encerclé par les Soviétiques à Sambor près de Lwów alors qu'il tentait de gagner la frontière hongroise[Laquelle ?], et obligé de se rendre. La fin était proche pour l'armée polonaise qui chercha d'ailleurs plus à combattre les forces allemandes que l'Armée rouge. Les troupes soviétiques étaient formées de deux fronts, équivalent à des groupes d'armées. Celui de Biélorussie était constitué de quatre armées et celui d'Ukraine de trois armées. Parmi ces trois armées, la 12e reçut l'ordre d'interdire à l'armée polonaise l'accès aux frontières hongroise et roumaine. Face à cette puissante force d'invasion, les Polonais n'alignaient que 18 bataillons et 5 escadrons de cavalerie. Certains de ces hommes, surpris de voir des soldats soviétiques crurent tout d'abord que ces derniers étaient venus les aider, mais ils comprirent bien vite leur erreur lorsqu'ils furent capturés. Le 18 septembre, le gouvernement polonais basé à Kolomya, que les avant-gardes soviétiques menaçaient, était pleinement conscient que l'armée polonaise ne pouvait plus résister et se retira donc par la voie des airs en Roumanie et de là, en France. Les derniers coups de feu polonais furent tirés le 6 octobre. Par voie terrestre, 30 000 soldats polonais réussirent à s'enfuir par la Roumanie, dont la flotte en conduisit une partie, par la mer Noire et la mer Égée, à Alexandrie, en territoire sous contrôle britannique. Environ 60 000 autres Polonais, dont de nombreux soldats, s'enfuirent par la Tchécoslovaquie, la Hongrie et la Yougoslavie : beaucoup de ces exilés rejoignirent, par l'Adriatique ou par la Grèce, l'armée polonaise reconstituée à Alexandrie, en France et en Grande-Bretagne — ces routes d'exil se fermèrent en juin 1940, après l'effondrement de la France, lorsque tous ces pays rejoignirent l'orbite allemande : dès lors, les réfugiés polonais y furent internés.
Pendant ce temps, les Soviétiques progressèrent de près de 100 km en deux jours, pillant tous les magasins qu'ils rencontraient, malgré l'interdiction des généraux[citation nécessaire]. C'est Guderian qui rencontra les premiers Soviétiques, qui lui demandèrent d'évacuer avant le 22 septembre la ville de Brest-Litovsk en vertu de l'accord germano-soviétique. Pour Guderian le coup était rude, car la conquête de la ville avait occasionné de lourdes pertes à ses troupes et il estima que le délai d'évacuation était trop court. Finalement, les Soviétiques acceptèrent un délai supplémentaire. Le 18 septembre, Hitler annonça la fin de la campagne de Pologne, bien que des Polonais résistaient encore dans divers endroits du pays, notamment à Varsovie.
Les militaires polonais faits prisonniers par l'Armée rouge furent internés dans des camps, sous le contrôle du NKVD, en Ukraine et en Russie, notamment Kozelsk, Ostachkov, Starobilsk et Chepetivka.

## Attitude de la France, alliée de la Pologne

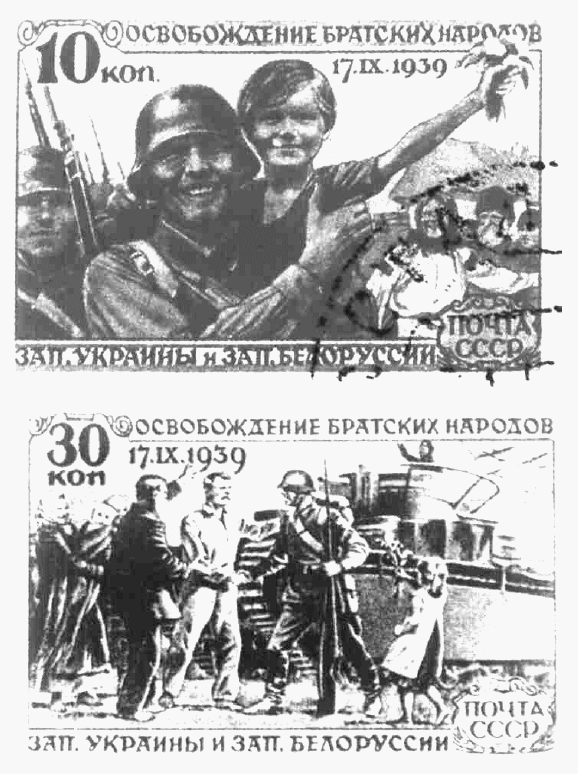
« Libération des peuples frères d'Ukraine occidentale et de Biélorussie occidentale, 17 septembre 1939 », timbres-poste soviétiques, 1940.

L'invasion soviétique surprit la Pologne, non seulement sa population mais aussi son gouvernement, qui n'avait disposé d'aucune information la laissant prévoir. En revanche, en France, pays allié de la Pologne, le ministère des Affaires étrangères et le président du Conseil Édouard Daladier avaient reçu de Russie et d'Allemagne, dès le 11 juin 1939, des renseignements concordants sur les intentions soviétiques. Les autorités françaises choisirent de laisser la Pologne dans l'ignorance pour éviter qu'elle ne capitule trop tôt, ce qui aurait abrégé le temps pendant lequel la France pouvait profiter de l'engagement de l'Allemagne à l'est pour parfaire sa propre préparation militaire.